# Diekhof
Diekhof es un municipio situado en el distrito de Rostock, en el estado federado de Mecklemburgo-Pomerania Occidental (Alemania), a una altura de 50 metros. Su población a finales de 2016 era de 900 habs. y su densidad poblacional, 27 hab/km².